# Trapania pallida
Trapania pallida är en snäckart som beskrevs av Kress 1968. Trapania pallida ingår i släktet Trapania och familjen Goniodorididae. Inga underarter finns listade i Catalogue of Life.